# 淡黄蜂鸟
是雨燕目蜂鸟科的一种鸟类，是淡黄蜂鸟属（学名：Leucippus）的唯一一种，该属原本还包含斑喉蜂鸟属、绿斑蜂鸟、绿尾蜂鸟、多点蜂鸟等，当包含以上属时，本属也被称为薮蜂鸟属或月亮蜂鸟属。
淡黄蜂鸟体重约6克，翼长约60毫米，嘴峰长约22.6毫米，喙宽度约2.3毫米，喙厚度约2.2毫米，跗蹠长约5.6毫米，尾长约34.6毫米。淡黄蜂鸟在其分布区内为留鸟，其栖息在半开放的灌木丛中，食性为草食性，主要食物来源是植物的花蜜。
淡黄蜂鸟分布于哥伦比亚东北部沿海、委内瑞拉沿海、拉托尔图加岛和玛格丽特岛。该物种是单型物种，没有亚种分化。